# 거스 실링
어거스트 거스 실링(August Gus Schilling, 1908년 6월 20일 ~ 1957년 6월 16일)은 미국의 영화 배우다. 처음에는 벌레스크 코미디로 시작하였으며, 주로 신경질적인 코미디 연기를 많이 보였다. 오손 웰스의 친구인 실링은 웰스가 감독한 영화 시민 케인, 위대한 앰버슨가, 상하이에서 온 여인, 맥베스, 악의 손길(유작, 사후 개봉)까지 총 5편에 출연했다.